# Amtsbezirk Horn
Der Amtsbezirk Horn war eine Verwaltungseinheit im Waldviertel in Niederösterreich.
Der Amtsbezirk war der Kreisbehörde in Krems an der Donau unterstellt und besorgte deren Amtsgeschäfte vor Ort. Die Zuständigkeit erstreckte sich neben der Stadt Horn auf die damaligen Gemeinden Altenburg, St. Bernhard, Breiteneich, Brunn, Buchberg, Groß Burgstall, Dappach, Dietmannsdorf, Etzmannsdorf, Feinfeld, Frauenhofen, Fuglau, Gars, Haselberg, Kamegg, Kotzendorf, Mahrersdorf, Maiersch, St. Marein, Messern, Mödring, Mörtersdorf, Mold, Mühlfeld, Neubau, Neukirchen, Nödersdorf, Nonndorf an der Wild, Nonndorf, Pernegg, Poigen, Posselsdorf, Raisdorf, Rodingersdorf, Röhrenbach, Rosenburg, Rothweinsdorf, Tautendorf, Thunau, Trabenreith, Waiden, Wappoltenreith, Winkl, Wolfshof, Zaingrub und Zitternberg.
Der Amtsbezirk umfasste dabei 47 Gemeinden mit 11.493 Einwohnern (lt. Zählung von 1851).